# Comuna Pohrebî, Hlobîne
Pohrebî (în ucraineană Погреби) este o comună în raionul Hlobîne, regiunea Poltava, Ucraina, formată din satele Kanivșciîna și Pohrebî (reședința).

## Demografie
Componența lingvistică a comunei Pohrebî
     Ucraineană (97,17%)
     Rusă (2,59%)
     Alte limbi (0,05%)
Conform recensământului din 2001, majoritatea populației comunei Pohrebî era vorbitoare de ucraineană (97,17%), existând în minoritate și vorbitori de rusă (2,59%).